# Juvaincourt
Juvaincourt – miejscowość i gmina we Francji, w regionie Grand Est, w departamencie Wogezy.
Według danych na rok 1990 gminę zamieszkiwało 178 osób, a gęstość zaludnienia wynosiła 20 osób/km² (wśród 2335 gmin Lotaryngii Juvaincourt plasuje się na 867. miejscu pod względem liczby ludności, natomiast pod względem powierzchni na miejscu 674.).